# Рамирес, Освальдо (революционер)
Осва́льдо Рами́рес Гарси́а (исп. Osvaldo Ramírez García; 6 июля 1921, Гуайос, провинция Лас-Вильяс — 16 апреля 1962, Эскамбрай) — кубинский революционер и антикоммунистический повстанец, участник свержения режима Фульхенсо Батисты и вооружённого сопротивления режиму Фиделя Кастро. Активист Революционного директората 13 марта, офицер революционной полиции. После разрыва с Кастро — командир антикоммунистического повстанческого формирования, один из лидеров Восстания Эскамбрай. Убит при подавлении восстания правительственными силами.

## Участник революции
Родился в крестьянской семье из провинции Лас-Вильяс (ныне провинция Санкти-Спиритус). С юности работал водителем грузовика. Занимался перевозками сахарного тростника и леса, сваленного в горах Эскамбрая. Впоследствии смог арендовать участок земли. Был женат, имел двух сыновей и двух дочерей.
С 1952 Освальдо Рамирес был радикальным противником президента Кубы Фульхенсио Батисты. Вступил в Революционный директорат 13 марта. На своём грузовике Рамирес перевозил оружие, участвовал в вооружённых нападениях на правительственные объекты. Во время боёв с войсками Батисты в 1958 был одним из командиров Второго национального фронта в Эскамбрае. Служил под командованием Элоя Гутьерреса Менойо и Уильяма Моргана.
После победы Кубинской революции Рамирес поступил на службу в новую революционную полицию. Имел офицерское звание капитана. Был назначен комендантом тюрьмы Кастильо-дель-Принсипи в Гаване.
Несмотря на активное участие в революции, Освальдо Рамирес был убеждённым антикоммунистом. Уже в 1959 он вступил в конфликты с новыми властями Кубы. (Сходную эволюцию прошли Гутьеррес Менойо и Морган.) Осуждал экспроприацию фермерской земли и жестокость политических репрессий. Как правительственный чиновник он пытался сопротивляться экспроприациям и переделу земли в селении Каракусей близ Тринидада. Резко критиковал Рауля Кастро и Эрнесто Че Гевару за жестокость порядков в Кастильо-дель-Принсипи (где сам был комендантом). Впоследствии представители коммунистических властей объясняли позицию Рамиреса «индивидуалистическими амбициями».

## Антикоммунистический повстанец

### Командир 8-й колонны
В октябре 1959 Освальдо Рамирес окончательно порвал с режимом Фиделя Кастро и скрылся в горах Эскамбрая. Он сформировал вооружённый отряд и повёл повстанческую борьбу против правительства. Первоначально численность отряда составляла лишь восемнадцать человек, затем увеличилась до нескольких десятков, позднее до двух-трёх сотен. Формирование Рамиреса состояло в основном из крестьян-собственников и ориентированных на них сельхозрабочих — недовольных аграрной политикой Кастро, экспроприациями и коллективизацией, диктатом новой администрации, вмешательством государства в традиционный крестьянский уклад. Свои действия Рамирес мотивировал сопротивлением коммунистическому режиму во имя демократии и считал продолжением прежней антибатистовской борьбы. Партизанская борьба рассматривалась как воссоздание Второго национального фронта. Политическое крыло формирования называлось Национально-демократический фронт.
К началу 1960 Освальдо Рамирес считался одним из ведущих партизанских командиров — наряду с Синесио Уолшем, Эвелио Дуке, Плинио Прието, Эделем Монтьелем. После казни Уолша и Прието в октябре 1960 года Эвелио Дуке взял на себя общее командование семью повстанческими колоннами. По согласованию с другими командирами Освальдо Рамирес возглавил 8-ю колонну — повстанческое формирование, пользовавшееся широкой оперативно-боевой автономией.
Повстанцы Рамиреса нападали на правительственных чиновников, коммунистических активистов, руководителей аграрных кооперативов, Комитеты защиты революции и Объединённые революционные организации. Вступали в боестолкновения с правительственными войсками, полицией и ополченцами-milicias. Широкую известность получил бой у селения Сан-Амбросио 12 января 1961: боевики Рамиреса устроили засаду, расстреляли из пулемёта патруль milicias (из восемнадцати ополченцев в живых остался один) и захватили его оружие. Атакам подвергались также магазины государственной и кооперативной торговли, склады сельскохозяйственной продукции. Наиболее резонансные акции старались приурочить к дате 13 марта. Большое внимание Рамирес уделял обеспечению массовой поддержки среди населения. Из сочувствующих крестьян были созданы специальные группы, совмещавшие задачи снабжения, агитации и разведки. Формирование Рамиреса сумело сохраниться, несмотря на массированное наступление правительственных сил на рубеже 1960—1961 годов — La Primera Limpia del Escambray — «Первую чистку Эскамбрая».
Несмотря на деморализацию после поражения высадки в заливе Свиней, Рамирес и его бойцы продолжили войну в горах Эскамбрая. Повстанцы проявляли большое упорство в боях. Сам Освальдо Рамирес показал себя умелым и тактически грамотным партизанским командиром. Он быстро выдвинулся среди повстанческих команданте, приобрёл репутацию «самого дерзкого партизана». Попав однажды в плен, Рамирес сумел бежать, бросившись в горное ущелье на глазах у конвоя. Из всех эскамбрайских повстанцев Рамирес был единственным, кому Фидель Кастро предложил (через министра Фауре Чомона) персональную амнистию и гарантировал жизнь. В ответ Рамирес предложил Кастро самому сложить оружие и прибыть в Эскамбрай на беседу, причём также гарантировал ему жизнь. Кастро предложением не воспользовался.
В то же время повстанцы проявляли большую жестокость в расправах с коммунистическими активистами. Наиболее известно убийство восемнадцатилетнего чернокожего учителя Конрадо Бенитеса. Это событие активно использовалось в антиповстанческой пропаганде властей. Рамирес запретил казни невооружённых противников. Исключения допускались только в отношении тех, за кем были известны убийства повстанцев и сочувствующих, причём в каждом случае требовались задокументированные доказательства.

### Командующий повстанческой армией
15 июля 1961 командиры крупнейших антикоммунистических отрядов встретились в Сикатеро. Была учреждена Национально-освободительная армия (ELN) — Кубинская антикоммунистическая армия с координационным штабом. Несмотря на трения между Освальдо Рамиресом и Эвелио Дуке, Рамирес становился единоличным главнокомандующим ELN. В декабре политический лидер антикастровского повстанческого сопротивления Хосе Рамон Руис Санчес — команданте Аугусто утвердил Освальдо Рамиреса во главе всего повстанческого движения восьми колонн Эскамбрая.

Я обещаю бороться против коммунизма до освобождения Кубы или до собственной смерти на Кубе.

Освальдо Рамирес

Власти были всерьёз обеспокоены масштабами Восстания Эскамбрай. Против повстанцев-alzados (в правительственной терминологии — bandidos) были брошены крупные силы правительственной армии, полиции и milicias под командованием Хуана Альмейды Боске и Рауля Менендеса Томассевича. Новое наступление было названо La Segunda Limpia del Escambray — «Вторая чистка Эксамбрая». Служба госбезопасности под оперативным руководством Луиса Фелипе Дениса перевербовала одного из агентов Рамиреса — врача Филиберто Кабреру. С вертолёта Кабрера указал расположение повстанческого лагеря.
16 апреля 1962 горная база в Лос-Арамос-дель-Веласкес была атакована войсками и ополченцами. Завязался упорный бой. Поначалу Освальдо Рамиресу снова удалось прорваться сквозь окружение и скрыться. Однако несколько часов спустя он был убит в перестрелке с ополченцем-коммунистом. Рапорт о гибели Рамиреса принял командующий Центральной военной зоной Хуан Альмейда Боске.
Преемником Освальдо Рамиреса в командовании ELN стал Томас Сан-Хиль, ранее начальник партизанского штаба и командир боевиков в нескольких районах. Сан-Хиль был убит 28 февраля 1963.

## Оценки и память
Отношение к Освальдо Рамиресу всецело зависит от политической ориентации. Официальные власти Кубы характеризуют его как жестокого «бандита, контрреволюционера и агента ЦРУ», говорят о его скверном характере и пристрастии к алкоголю. Кубинские антикоммунисты считают Рамиреса героем освободительной борьбы, «скромным трудящимся», храбрым бойцом против двух диктатур, предводителем «антитоталитарного крестового похода». Представители кубинской оппозиции, особенно в провинции Вилья-Клара отмечали дату гибели Освальдо Рамиреса.
Жена Освальдо Рамиреса длительное время подвергалась на Кубе слежке, преследованиям и оскорблениям. Впоследствии семья получила возможность эмигрировать. Потомки Рамиреса живут в Майами (Флорида, США). Освальдо Рамирес-младший активно популяризирует наследие своего отца. 16 апреля 2010, в годовщину гибели, в Майами была создана масонская ложа Comandante Osvaldo Ramirez Garcia No. 3.
Стилистической особенностью Освальдо Рамиреса являлось ношение ковбойской шляпы Stetson. Его любимым оружием был карабин M1 либо пистолет-пулемёт Томпсона.